# Gullmarsskogens naturreservat
Gullmarsskogen är ett naturreservat i Lyse socken i Lysekils kommun i Bohuslän.

## Naturreservatet
Området avsattes som naturreservat 1977 och är 216 hektar stort. Det är beläget 6 km nordost om Lysekil vid Gullmarsfjordens västra strand.
Området karaktäriseras av hällmarker med mindre dalgångar. Områden betas och lövskog ramar in markerna. I övrigt finns skog av tall, björk och gran. I en bäckravin mot Sandvik finns naturskog med döda och fallna träd. Höjdpartierna i Gullmarsskogen består mest av hällmarker med ljung. Här och var finns fuktpartier med klockljung, myrlilja och vattenklöver. Under våren blommar här vitsippa, svalört, vårlök, blåsippa och skogsbingel.
Centralt i området har Lysekils kommun låtit uppföra en fritidsanläggning, Fjällstugan som sköts om av Friluftsfrämjandet. Terrängen är utmärkt för strövändamål och från de högsta partierna erbjuds en vacker utsikt. Inom området finns motionsspår med varierande terräng och längd för vandring och löpning.
Gullmarsskogen är rik på kulturlämningar mest i form av rester efter gamla torpgrunder.

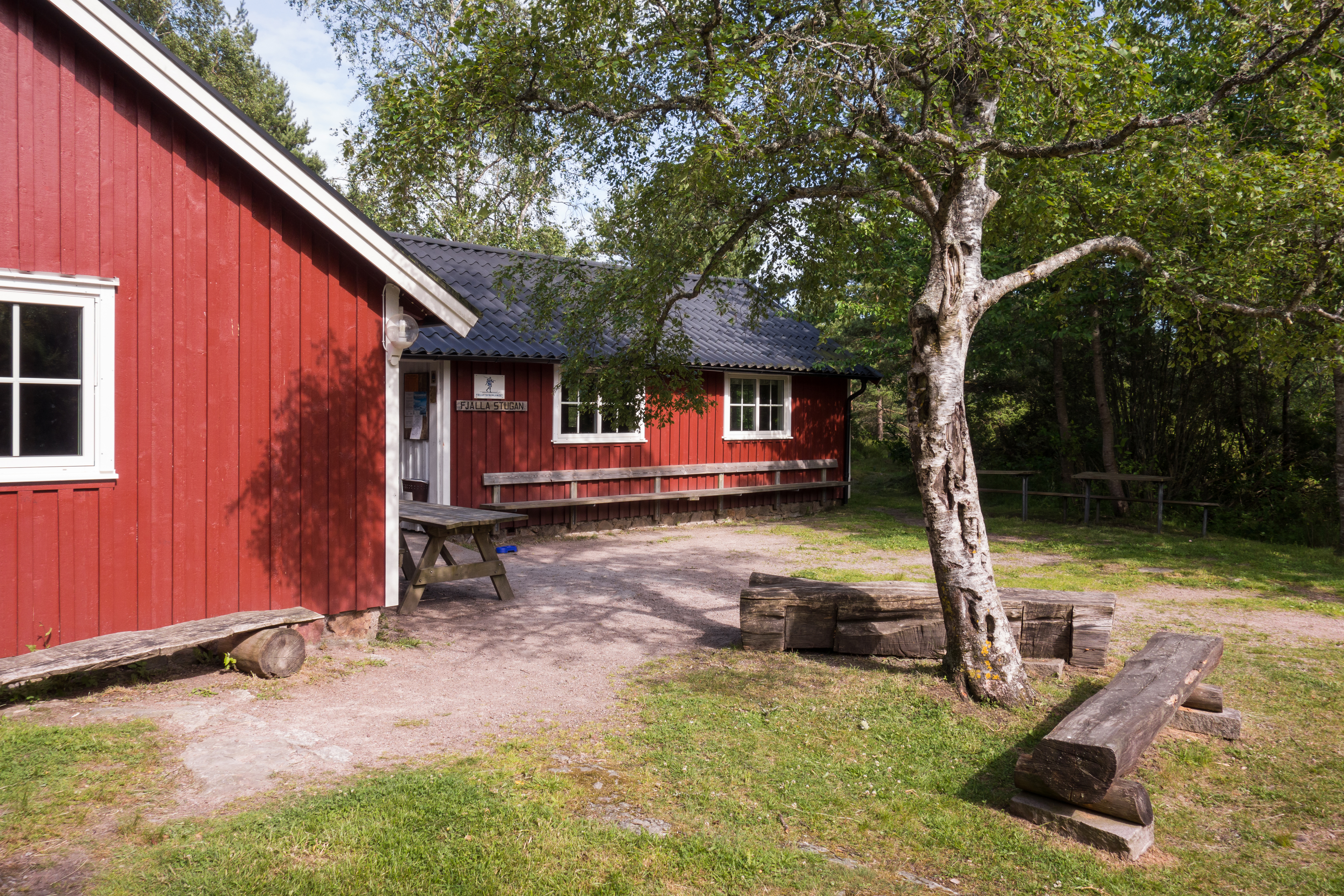
Fjällastugan